# Exocentrus alternans
Exocentrus alternans är en skalbaggsart som beskrevs av Stefan von Breuning 1956. Exocentrus alternans ingår i släktet Exocentrus och familjen långhorningar.
Artens utbredningsområde är Zimbabwe. Inga underarter finns listade i Catalogue of Life.